# Landsverk L-60
Strv m/38 —  шведський  легкий танк (до 1943 року в  шведській армії  відносився до  середніх) періоду  Другої світової війни. Розроблений фірмою Landsverk AB. Всього за час серійного виробництва в 1939–1944 роках було випущено 216 Strv m/38, під час випуску танк неодноразово модернізувався, хоча і залишався застарілим. До 1944 року Strv m/38 був найчисленнішим шведським танком і становив основу танкового парку країни, але з 1944 року він був змінений більш сучасним середнім Strv m/42. У шведській армії Strv m/38 залишався на озброєнні до середини  1950-х років, також кілька танків після закінчення Другої світової було продано  Домініканській Республіці, де вони залишалися в строю до 2003 року.

## Історія створення

### Танк Landsverk L-60
У 1934 році фірмою Landsverk AB був виготовлений  прототип танку Landsverk L-60. Танк був розроблений інженером Отто Меркер, який раніше проектував L-5. Танк був, по суті, модернізованим  L-10 — озброєння і бронювання залишилися колишніми, але був замінений двигун (був встановлений 6-циліндровий карбюраторний двигун Scania Vabis 1664 потужністю 142 к.с.), змінена ходова частина (на L-10 котки були зблоковані у візки, а на L-60 була незалежна підвіска) і форма корпусу.
Танк не був прийнятий на озброєння шведської армії, і через це його почали поставляти за кордон. В кінці  1935 року один танк був відправлений у  Ейре, де отримав позначення L601, а через рік був поставлений другий танк, що одержав позначення L602. Обидва танка надійшли на озброєння 2-го бронеескадрона, який дислокувався у Куррахе. У ірландських танків був замінений двигун (Bussing-Nag V8 потужністю 160 к.с.) і озброєння (одна 20-мм гармата і один 7,71-мм кулемет  Madsen). Ірландські L-60 використовувалися до початку  60-х років, причому в 1953 році була проведена їх модернізація.
 
По одному примірнику танка було продано в  Австрію і  Угорщину.

### Strv m/38 і Strv m/39
У результаті доопрацювання танка L-60 був розроблений танк Strv m/38, прийнятий на озброєння шведською армією. Бронювання танка — 6-15 мм, озброєння — одна 37-мм гармата Bofors m/38 і один спарений 8-мм кулемет m/36. Двигун — Scania-Vabis 1664, потужністю 142 к.с. У 1938—1939 роках було випущено 16 одиниць (номери: 148—162).
Танк Strv m/39 відрізнявся від Strv m/38 тільки озброєнням (в зміненому лобовому листі башти було встановлено два 8-мм кулемета m/36 і одна 37-мм гармата Bofors m/38) та бронюванням (максимальна товщина якого, за рахунок додаткової броні, досягала 50 мм). У 1940—1941 роках було випущено 20 одиниць (номери: 283—302).

### Strv m/40L і Strv m/40K
Танки Strv m/40L були оснащені автоматичною трансмісією, і дещо відрізнялися за розмірами, вагою і бронювання від попередніх танків. У 1941 році було випущено 100 одиниць.
Strv m/40K, вироблені на заводі Karlstad Mekaniska Verkstad в Карлстаді (звідти і літера К в позначенні танку), оснащувалися новим двигуном Scania-Vabis L 603 потужністю 162 к.с., посиленою підвіскою і бронюванням (товщина броні досягала 50 мм). У 1942—1943 роках було випущено 80 одиниць.

## Модифікації
- Strv m/38 (L-60S) — базова модифікація.
- Strv m/39 (L-60S II) — модифікація із заміною спареного кулемета в башті на два автономних.
- Strv m/40L (L-60S III) — модифікація з автоматичною трансмісією.
- Strv m/40K (L-60S V) — модифікація з посиленим до 50 мм бронюванням, двигуном потужністю 162 к.с. і посиленою підвіскою.

## Тактико-технічні характеристики
| Strv m/38, Strv m/39, Strv m/40L и Strv m/40K |                                                              |                                                              |                                                              |                                                               |
|                                               | Strv m/38                                                    | Strv m/39                                                    | Strv m/40L                                                   | Strv m/40K                                                    |
| Розміри                                       |                                                              |                                                              |                                                              |                                                               |
| Довжина, м                                    | 4,8                                                          | 4,8                                                          | 4,9                                                          | 4,97                                                          |
| Ширина, м                                     | 2,075                                                        | 2,075                                                        | 2,075                                                        | 2,08                                                          |
| Висота, м                                     | 2,05                                                         | 2,05                                                         | 2,05                                                         | 2,125                                                         |
| Бойова маса, т                                | 8,5                                                          | 8,7 (8,95 — з додатковою бронею)                             | 9,11 (9,36 — з додатковою бронею)                            | 10,9                                                          |
| Бронювання, мм                                | 6—15                                                         | 6—15 (6—50 — з додатковою бронею)                            | 4—15 (4—50 — з додатковою бронею)                            | 4—50                                                          |
| Озброєння                                     |                                                              |                                                              |                                                              |                                                               |
| Гармата                                       | 1 × 37-мм Bofors m/38                                        | 1 × 37-мм Bofors m/38                                        | 1 × 37-мм Bofors m/38                                        | 1 × 37-мм Bofors m/38                                         |
| Кулемети                                      | 1 × 8-мм m/36                                                | 2 × 8-мм m/36                                                | 2 × 8-мм m/36                                                | 2 × 8-мм m/36                                                 |
| Рухливість                                    |                                                              |                                                              |                                                              |                                                               |
| Двигун                                        | Бензиновий 6-циліндровий рядний Scania-Vabis 1664, 142 к. с. | Бензиновий 6-циліндровий рядний Scania-Vabis 1664, 142 к. с. | Бензиновий 6-циліндровий рядний Scania-Vabis 1664, 142 к. с. | Бензиновий 6-циліндровий рядний Scania-Vabis L 603, 162 к. с. |
| Максимальна швидкість по шосе, км/год         | 48                                                           | 48                                                           | 48                                                           | 48                                                            |
| Запас ходу по шосе, км                        | 220                                                          | 220                                                          | 220                                                          | 220                                                           |

## Машини на базі Strv m/38, Strv m/39, Strv m/40L і Strv m/40K

### Серійні

#### Landsverk L-62 Anti II
ЗСУ, що виготовляються у 1941 році на експорт на базі танка Strv m/40L. 6 примірників було поставлено до Фінляндії і 1 в Угорщину.

#### Luftvärnsvärnskanonvagn Lvkv m/43
ЗСУ на базі Strv m/40K. Для шведської армії було виготовлено 17 екземплярів.

### Прототипи

#### Pvkv IV Värjan
Дослідний винищувач танків на базі танка Strv m/40L. Озброювався 57-мм гарматою m/43. Єдиний прототип був виготовлений на початку 50-х років.

#### Strv m/40L з обладнанням для підводного їзди
1 танк Strv m/40L був в дослідному порядку був обладнаний спорядженням для підводного їзди.

## Бойове застосування

### Американська окупація Домініканської Республіки
28 квітня 1965 року війська США висадилися в Санто-Домінго для придушення повстання. Повстанцям вдалося захопити в урядових військ 12 танків Strv m/40L. 3 танки були підбиті американськими військами (1 був знищений САУ Otnos, 1 — танком  M48 Patton, і останній — 105-мм безвідкатною гарматою).
Решта машин незабаром були захоплені в справному стані урядовими військами.

## Оцінка машини

### Надійність
Танки перебували на озброєнні Швеції до 1960-х років, а в Домініканській республіці їх використовували до 2003 року. Це підтверджує їх надійність.

### Аналоги
Найближчим аналогом можна вважати угорські танки «Толді» і німецькі Pz.Kpfw II і Pz.Kpfw 38(t).

## Де можна побачити
У Швеції:
- Танковий музей в Аксвіллі: 1 Strv m/38, 1 m/39, 2 m/40K, 1 m/40L.
- Інші музеї: 1 m/39, 3 m/40K, 1 m/40L.

У Домініканській республіці:
- 5 Strv m/40L

У Великій Британії:
- Бовінгтонський танковий музей: 1 Strv m/40L

## Перебував на озброєнні
- Швеція — 16 Strv m/38, 20 Strv m/39, 100 Strv m/40L і 80 (або 84) Strv m/40K.
- Домініканська Республіка — 25 танків Strv m/40L поставлені у 1956 році. Кілька танків було підбито в 1965 році, під час громадянської війни в Домініканській республіці. Решта танків перебували на озброєнні до 2003 року.